# Polycycnis surinamensis
Polycycnis surinamensis är en orkidéart som beskrevs av Charles Schweinfurth. Polycycnis surinamensis ingår i släktet Polycycnis och familjen orkidéer. Inga underarter finns listade i Catalogue of Life.